# Wegekreuz Gladbacher Straße

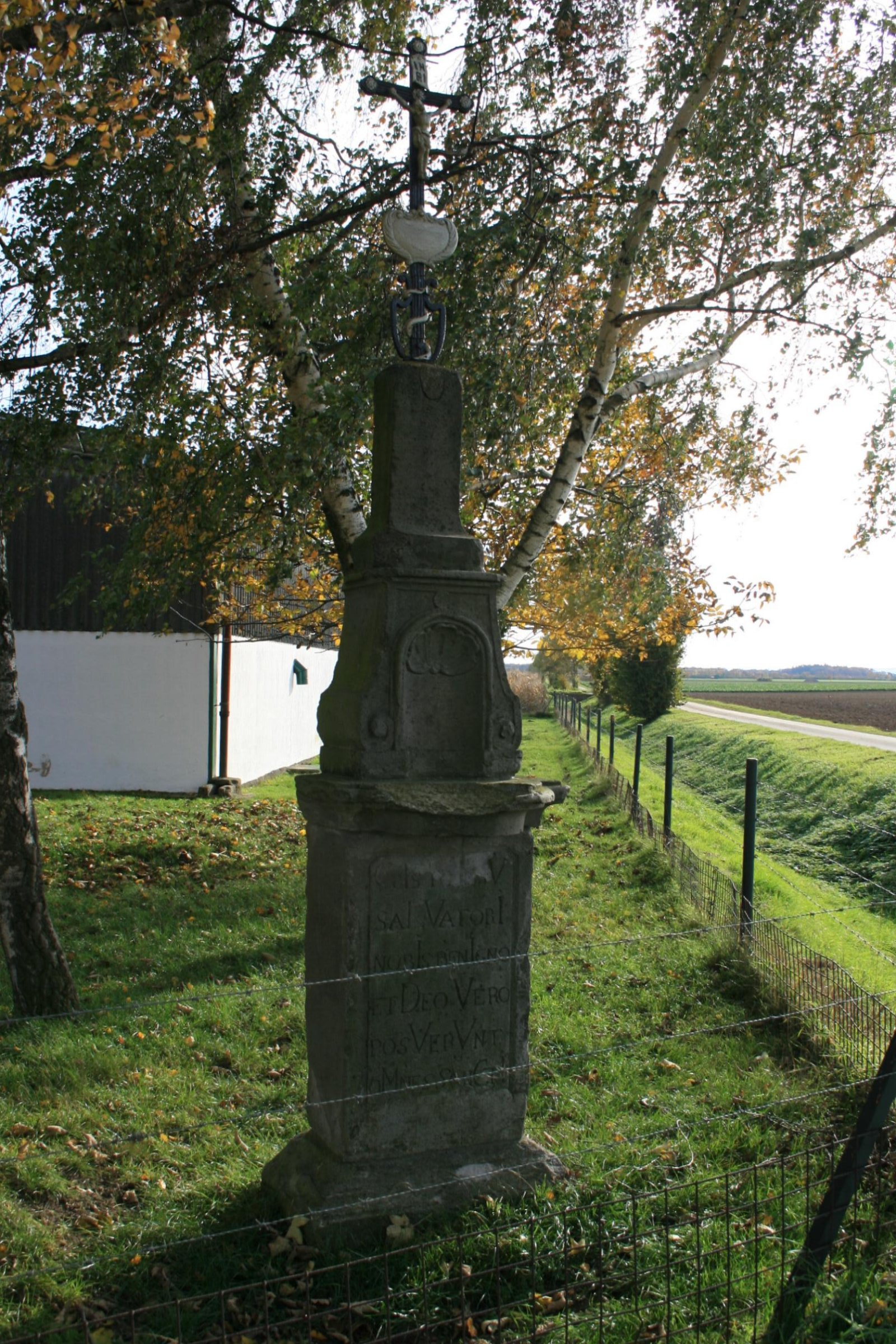
Das Wegekreuz

Das Wegekreuz Gladbacher Straße steht in Poll, einem Ortsteil der Gemeinde Nörvenich im Kreis Düren, Nordrhein-Westfalen.
Das Chronogramm weist auf das Baujahr 1781 hin. Das etwa vier Meter hohe Trachytkreuz steht auf einem profilierten Sockel. Der Pfeiler mit Inschrift verjüngt sich nach oben hin. In dem Pfeiler befindet sich eine eingezogene rundbogige Muschelnische. Das schmiedeeiserne Kreuz in klassizistischen Formen steht auf einem hohen Sockel. Der Korpus ist aus Gusseisen gegossen. An der jetzigen Stelle steht das Wegekreuz seit 1946.
Das Wegekreuz wurde am 21. März 1985 in die Denkmalliste der Gemeinde Nörvenich unter Nr. 64 eingetragen.

## Belege
- Denkmalliste der Gemeinde Nörvenich (PDF; 108 kB)

Koordinaten: 50° 46′ 55,3″ N, 6° 40′ 6,2″ O